# Camaco
Der Camaco war ein Längenmaß auf den Ionischen Inseln. Das Maß entsprach der englischen Rute. Ein Längenunterschied besteht zwischen Perch (englische Rute) und Perche (französische Rute).
- 1 Camaco = 1 Perch = 5,029 Meter[3] (= 5,0291092 Meter)[4]
- 40 Camaco = 1 Stadion[5]
- 320 Camaco = 1 Miglio/Meile[5]